# 愛子拉麺街道
愛子拉麺街道（あやしラーメンかいどう）は、宮城県仙台市青葉区愛子地区にて、ラーメン店が中心となって展開する地域おこし活動の取り組みである。

## 概要
愛子地区に店舗を構えるラーメン店を中心とした組織、結麺会（ゆうめんかい）が中心となり、2008年より活動を行う。愛子地区は、仙台市内の中でもラーメンの激戦区として認知されており、ラーメンを通して地域の活性化を目指す。

### 地域貢献活動
2012年度には、仙台市立広瀬小学校4年生の生徒と商品開発を行った。2013年3月、結麺会に加盟する店舗にて150食限定で「オリジナル広小ラーメン」を販売。結麺会メンバーが調理を行い、生徒らが接客と調理補助を行った。

## 結麺会 加盟店舗
結麺会には、以下の18店舗が加盟する。（2015年現在）
愛子エリア
- 味よし
- 一利起 - 2017年閉店
- おり久
- 喜多郎
- げんこつ屋
- こうしゅう
- 仙台っ子らーめん
- だいこくや
- だるま亭
- 棒棒
- ふぅふぅ亭
- みずさわ屋
- 麺喰
- もちもちの木

愛子エリア外
- 一番星
- おもと
- 坂内製麺
- しゃも